# 五常车辆基地
五常车辆基地是杭州地铁5号线的车辆基地，也是杭港地铁的总部所在地。位于余杭区五常街道地铁5号线五常站附近。